# Дамаскус (Огайо)
Дамаскус (англ. Damascus) — переписна місцевість (CDP) в США, в округах Магонінґ і Коламбіана штату Огайо. Населення — 418 осіб (2020).

## Географія
Дамаскус розташований за координатами 40°54′22″ пн. ш. 80°56′58″ зх. д. / 40.90611° пн. ш. 80.94944° зх. д. (40.906121, -80.949339).  За даними Бюро перепису населення США в 2010 році переписна місцевість мала площу 2,09 км², з яких 2,07 км² — суходіл та 0,02 км² — водойми.

## Демографія
Згідно з переписом 2010 року, у переписній місцевості мешкали 443 особи в 175 домогосподарствах у складі 129 родин. Густота населення становила 212 особи/км².  Було 197 помешкань (94/км²).
Расовий склад населення:
| - 99,3 % — білих - 0,2 % — азіатів |

До двох чи більше рас належало 0,2 %. Частка іспаномовних становила 0,5 % від усіх жителів.
За віковим діапазоном населення розподілялося таким чином: 24,4 % — особи молодші 18 років, 64,3 % — особи у віці 18—64 років, 11,3 % — особи у віці 65 років та старші. Медіана віку мешканця становила 38,4 року. На 100 осіб жіночої статі у переписній місцевості припадало 98,7 чоловіків;  на 100 жінок у віці від 18 років та старших — 99,4 чоловіків також старших 18 років.
Середній дохід на одне домашнє господарство  становив 65 566 доларів США (медіана — 52 917), а середній дохід на одну сім'ю — 67 951 долар (медіана — 54 028). Медіана доходів становила 46 442 долари для чоловіків та 40 938 доларів для жінок. 
Цивільне працевлаштоване населення становило 209 осіб. Основні галузі зайнятості: роздрібна торгівля — 38,3 %, освіта, охорона здоров'я та соціальна допомога — 26,8 %, публічна адміністрація — 16,3 %, виробництво — 12,0 %.